# Petaliaeschna pinratanai
Petaliaeschna pinratanai là loài chuồn chuồn trong họ Aeshnidae. Loài này được Yeh miêu tả khoa học đầu tiên năm 1999.